# Buda (Teksas)

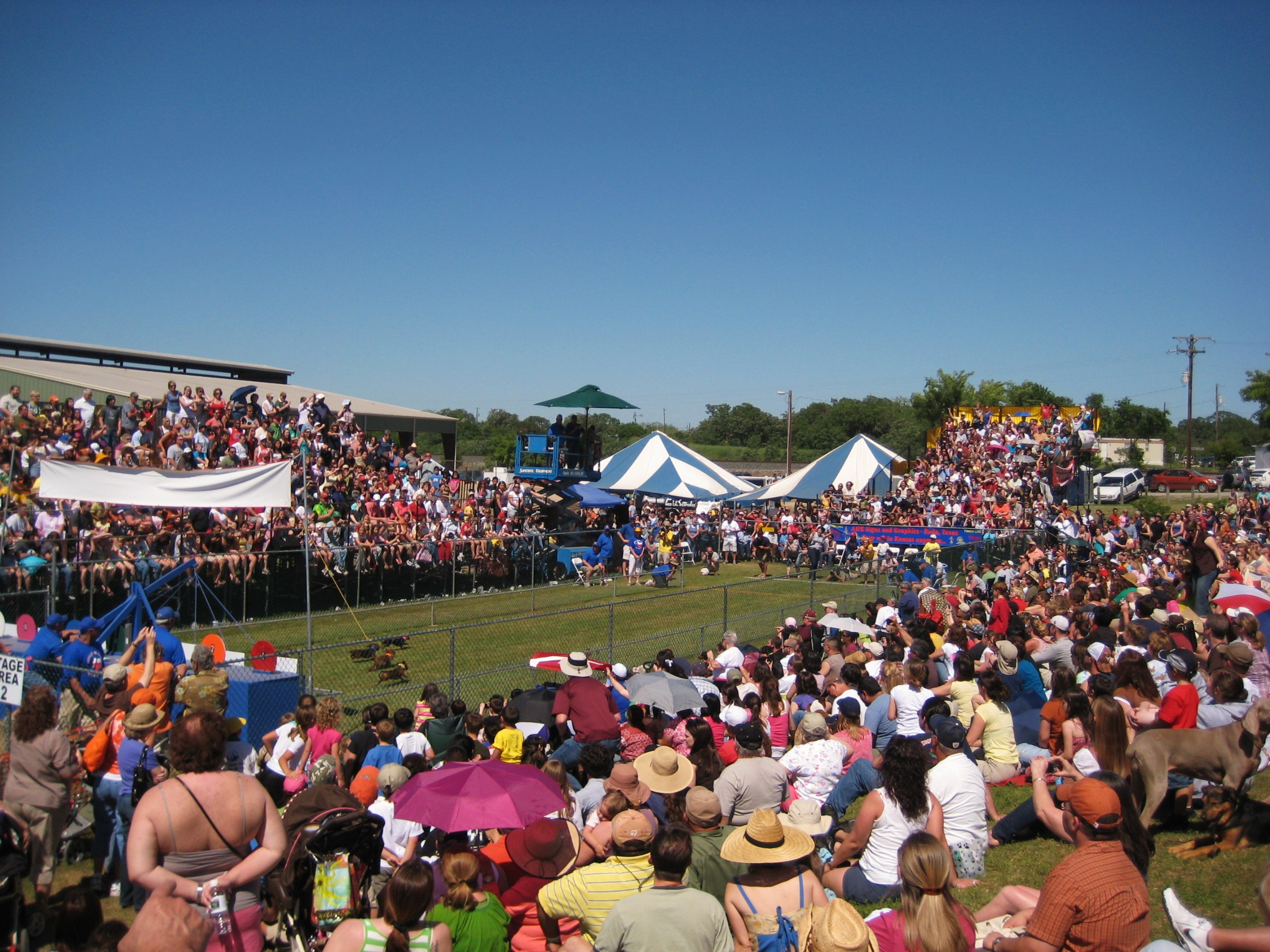
Wyścigi jamników

Buda – miasto w Stanach Zjednoczonych, w stanie Teksas, w hrabstwie Hays, leżące w aglomeracji Austin.
W mieście odbywają się wyścigi jamników

## Demografia
Według przeprowadzonego przez United States Census Bureau spisu powszechnego w 2010 miasto liczyło 7 295 mieszkańców, co oznacza wzrost o 203,5% w porównaniu do roku 2000. Natomiast skład etniczny w mieście wyglądał następująco: Biali 84,5%, Afroamerykanie 2,9%, Azjaci 1,2%, pozostali 11,4%. Kobiety stanowiły 51,7% populacji.